# Kirsten van den Hul
Kirsten Auke Elisabeth van den Hul (Deventer, 18 augustus 1976) is een Nederlands voormalig politica, publiciste en bestuurster. Namens de Partij van de Arbeid (PvdA) was ze van 2017 tot 2021 Tweede Kamerlid. Sinds 2022 is ze directeur van DutchCulture.

## Levensloop
Op haar zeventiende trok Van den Hul van Overijssel naar Amsterdam om er van 1994 tot 1999 Russische Taal- en Letterkunde en Oost-Europese Studies te studeren aan de Universiteit van Amsterdam. In 2004 verhuisde ze naar Tunesië om er Arabische taal- en letterkunde te studeren aan de El Manaruniversiteit van Tunis.
In 2011 werd ze VN vrouwenvertegenwoordiger en maakte deel uit van de Nederlandse Regeringsdelegatie bij de Algemene Vergadering van de Verenigde Naties. Tijdens haar toespraak namens de Nederlandse vrouwen riep zij op tot een drastische verandering in houding, beleid en acties om de positie van vrouwen wereldwijd te verbeteren. Over haar ervaring in deze functie schreef ze in 2013 het boek (S)hevolution, de eeuw van de vrouw. Van 2012 tot 2014 schreef Van den Hul een wekelijkse column voor het Algemeen Dagblad. In november 2013 ontving Van den Hul de Joke Smit-prijs van minister Bussemaker. In de jaren 2015 en 2016 was zij columniste bij Trouw.
Bij de Tweede Kamerverkiezingen van 2017 stond Van den Hul op de achtste plaats van de kandidatenlijst van de PvdA. De PvdA haalde negen zetels en als gevolg hiervan werd ze op 23 maart 2017 beëdigd als lid van de Tweede Kamer. Op 30 maart 2021 nam zij afscheid van de Tweede Kamer daar ze op de kandidatenlijst voor 2021 op de twaalfde plek stond en de PvdA wederom 9 zetels haalde.
Van der Hul had zitting in het curatorium van de Wiardi Beckman Stichting. Zij was gastdocent aan de De Haagse Hogeschool, de Universiteit van Amsterdam en de Hogeschool Utrecht. Daarnaast was zij actief als change agent, spreker en dagvoorzitter.
Op 1 oktober 2022 werd Van den Hul directeur van DutchCulture, een stichting die zich bezighoudt met promotie van de Nederlandse cultuursector in het buitenland. Daarnaast is zij sinds januari 2022 toezichthouder bij Moviera, sinds 1 februari 2022 huurderscommissaris bij ieder1 en sinds februari 2022 algemeen bestuurslid van Stem op een Vrouw.

## Publicaties
- 2001 - Vrouwen belast met idealen. In: Een bizar experiment: de lange schaduw van de Sovjet-Unie. Amsterdam University Press.
- 2011 - Diversiteit 2.0 (met Jamila Aanzi). In: Dappere Nieuwe Wereld: Diversiteit 2.0. Van Gennep.
- 2012 - Niemand op de bank. In: Stempel (on)geschikt. Van Gorcum.
- 2013 - (S)hevolution, de eeuw van de vrouw. Uitgeverij Atlas Contact.

- International Standard Name Identifier: 0000 0003 8975 6033
- Library of Congress Control Number: n2014077131
- Nederlandse Thesaurus van Auteursnamen: 336247400
- Parlement.com: vka9bffbivxk
- Virtual International Authority File: 283181441
- WorldCat: E39PBJmtByWD9C8GH76BbTD8YP